# Lorie Pester
Pour les articles homonymes, voir Lorie (homonymie).
Laure Pester, dite Lorie Pester ou simplement Lorie, est une chanteuse et comédienne française, née le 2 mai 1982 au Plessis-Bouchard.
Elle connaît un grand succès dans les années 2000 avec des chansons à destination d'un public jeune. Elle a sorti huit albums studio, trois albums live et participé à quatre tournées réunissant plus d'un million de spectateurs répartis sur plus de 280 concerts, et a vendu huit millions de disques et 500 000 livres.
Depuis 2008, elle est également actrice et joue notamment dans plusieurs films et téléfilms, avant de rejoindre la distribution de la série Demain nous appartient en 2017.

## Biographie

### Enfance et formation
Laure Pester naît le 2 mai 1982 au Plessis-Bouchard, dans le Val-d'Oise. Fille unique de Dominique Pester, programmateur sur la radio RTL, et de Martine, une chef-comptable, elle commence sa scolarité au sein de l'école primaire Notre-Dame à Argenteuil puis, passionnée par le patinage artistique, une activité qu'elle commence à l'âge de 6 ans, elle s'inscrit alors en section sport-étude au collège, un choix qui lui permet d'allier études classiques et patinage artistique. Pourtant, elle sera contrainte d'abandonner sa passion à la suite de la déchirure d'un ménisque du genou, alors qu'elle n'était qu'à quelques mois des championnats de France de 1996,. Elle poursuit donc sa scolarité en section normale au lycée Jean-Monnet. Dans une interview lors de Danse avec les stars[réf. souhaitée], elle qualifie cet accident de « drame de sa vie ».

### Débuts etPrès de moi(2000-2001)
Désireuse de proposer du spectacle au public et décidée à ne pas se laisser abattre, Laure Pester choisit de se lancer dans la chanson. Après quelques cours de guitare et de piano, elle s'inscrit à plusieurs castings. Elle est d’abord choriste et danseuse sur des plateaux télé notamment dans l'émission La Chance aux chaussons (émissions parodique de La Chance aux chansons) dans La Planète de Donkey Kong sur France 2. À 15 ans, elle enregistre son premier titre, Écoute ton cœur d’Olivier Cosson, sous le pseudonyme de Laurie, surnom donné par sa meilleure amie, et l'interprète lors de l'émission musicale Hit Machine en 1997. L'année suivante, Laure est sélectionnée pour interpréter le rôle principal d'un spectacle de fin d'année pour enfants, Baby Boom Dance Show, et se produit au Zénith de Paris. Elle enregistre pour l'occasion un deuxième titre, Baby Boum. Elle continue à passer des castings de danseuse-choriste et rencontre alors le producteur Johnny Williams.
À la suite du phénomène Britney Spears, le producteur Johnny Williams se lance à la recherche d'une artiste sachant chanter et danser. L'animateur Vincent Perrot, qui travaille avec le père de Lorie à RTL, lui propose de rencontrer la jeune fille. Ils enregistrent ensemble une maquette du titre Près de moi. Cependant, celui-ci est refusé par toutes les maisons de disques. Johnny Williams décide alors de diffuser la chanson gratuitement sur Internet (peoplesound.fr) en 2000. Le titre est téléchargé 15 000 fois en deux mois, permettant à la chanteuse de signer un contrat avec la maison de disques Epic. Au départ, la musique de Lorie est refusée par la majorité des radios, car le public visé est jugé trop jeune. Les producteurs se tournent alors vers la presse jeune et la télévision pour faire connaitre la chanteuse. Lorie apparaît dans de nombreux magazines et émissions télés et gagne en popularité.
Près de moi sort finalement en single le 2 mai 2001, jour des 19 ans de la chanteuse. Au fil des semaines, le titre grimpe dans les classements jusqu'à se hisser à la 2e place en France et à la 1re place en Belgique. Le titre reste 24 semaines consécutives dans le top 10 français et est certifié disque de platine pour plus de 500 000 ventes. Son ascension s'accélère : l'album Près de toi sort 6 mois plus tard, devient triple disque de platine et dépasse le million d'exemplaires,. Les singles suivants Je serai (ta meilleure amie) et Toute seule sont certifiés tous deux disques d'or,. À la suite de ces succès, Lorie est sélectionnée aux Victoires de la musique 2002 dans la catégorie « Groupe ou Artiste révélation », sans pour autant remporter le prix. La même année, elle rejoint la troupe des Enfoirés pour les Restos du cœur.

### Confirmation (2002-2005)
Son deuxième album, Tendrement, paraît en septembre 2002. Celui-ci reste dans la lignée du précédent avec des productions teen pop. Cet album rencontre de nouveau le succès en se classant à la première place des ventes d'albums en France. En Europe, l'album dépasse le million de ventes et est récompensé d'un Platinum Europe Award. Il est également certifié disque d'or en Belgique, en Suisse et au Canada. Le premier single, J'ai besoin d'amour, se classe 7e du classement français. Le second extrait, À 20 ans, est le premier single de la chanteuse à ne pas atteindre le top 10 des meilleures ventes de titres en France.
Neuf mois après la sortie de l'album, une réédition voit le jour, incluant le titre inédit Sur un air latino. Celui-ci devient rapidement l'un des tubes de l'été 2003, mais également l'un des plus gros succès de la chanteuse. Il permet à Lorie d'obtenir le premier no 1 français de sa carrière. Le single se vend à plus de 600 000 exemplaires et est certifié disque de platine en France et en Belgique. Il se classe à la 6e position des ventes annuelles françaises. Parallèlement à cette réédition, une seconde vidéo intitulée Tendrement vôtre, qui permet de suivre Lorie et son équipe durant la création de ce deuxième album, est commercialisée et certifiée vidéo de diamant.
Dès la sortie de son album, Lorie part pour la première fois en tournée. Celle-ci, intitulée Lorie Live Tour, s'étale sur une période de neuf mois et rassemble près de 400 000 spectateurs. Pour l'enregistrement du spectacle, elle interprète un titre inédit, Say Goodbye, avec son compagnon de l'époque, le chanteur Billy Crawford. De cette tournée sont extraits un album live certifié disque d'or, une vidéo live certifiée vidéo de diamant, et un livre, Ma tournée, vendu à plus de 150 000 exemplaires. Après cette tournée, son premier album, Près de toi, est commercialisé au Japon, pays pour lequel elle tourne une publicité pour la marque Évian.
En 2003, Lorie reçoit le World Music Awards de la meilleure artiste féminine française de l'année, ainsi que le prix Rolf-Marbot pour la chanson J'ai besoin d'amour. La même année, sa statue fait son entrée au musée Grévin faisant d'elle la plus jeune personnalité à y figurer.
Son troisième album, Attitudes, sort au début de 2004 et devient disque de platine en France pour plus de 300 000 exemplaires vendus. Cet album se démarque des deux opus précédents en étant moins teen-pop et un peu plus rock.
Le premier single, Week-end, illustre bien cette évolution. Ce titre est un succès qui atteint la 2e place du classement en France. Le deuxième single, La Positive Attitude, a un succès moindre, mais gagne en popularité pour avoir été cité lors d'un discours de Jean-Pierre Raffarin, premier ministre français de l'époque. Le troisième single, Ensorcelée, a un succès similaire au précédent et se classe 13e des ventes françaises. Peu de temps après la sortie de l'album, Lorie part sur les routes pour une nouvelle tournée, le Week End Tour. Il s'agit de l'une des plus grandes tournées de l'année 2004 avec une affluence de 600 000 spectateurs en près de 120 concerts, le tout réparti sur une seule année. Lorie parcourt les pays francophones : la France — dont l'Outre-mer avec la Guadeloupe, Tahiti ou encore Nouméa —, la Belgique, et la Suisse. Elle se produit notamment cinq fois à Bercy, la plus grande salle de France. Le titre écrit par Jean-Jacques Goldman, C'est plus fort que moi, est extrait de cette seconde tournée et fait office de quatrième single.
En 2005 sort sa première compilation intitulée Best of, incluant tous ses singles, ainsi que trois titres inédits : Toi et moi, Les Ventres ronds (extrait du Week End Tour), et Quand tu danses (écrit pour Chris, son compagnon et danseur de l'époque). Cet album atteint la 2e position des ventes de compilations en France à sa sortie et est certifié disque d'or pour plus de 100 000 exemplaires vendus. Une version DVD incluant tous les clips de la chanteuse sort un peu plus tard et devient double vidéo de platine.
En fin d'année 2005 sort Rester la même, un album aux influences variées (zouk, RnB, electro) où Lorie veut faire mûrir son image. L'album entre directement en première position du top français. Le premier single éponyme est interprété avec Second Degré, un groupe de rap. Suivront SOS (version reggaeton), Parti pour zouker, puis Fashion victim', extrait de sa troisième tournée Live Tour 2006. L'album sera certifié, comme le précédent, disque de platine pour plus de 300 000 ventes.

### Évolution musicale et premiers téléfilms (2006-2010)

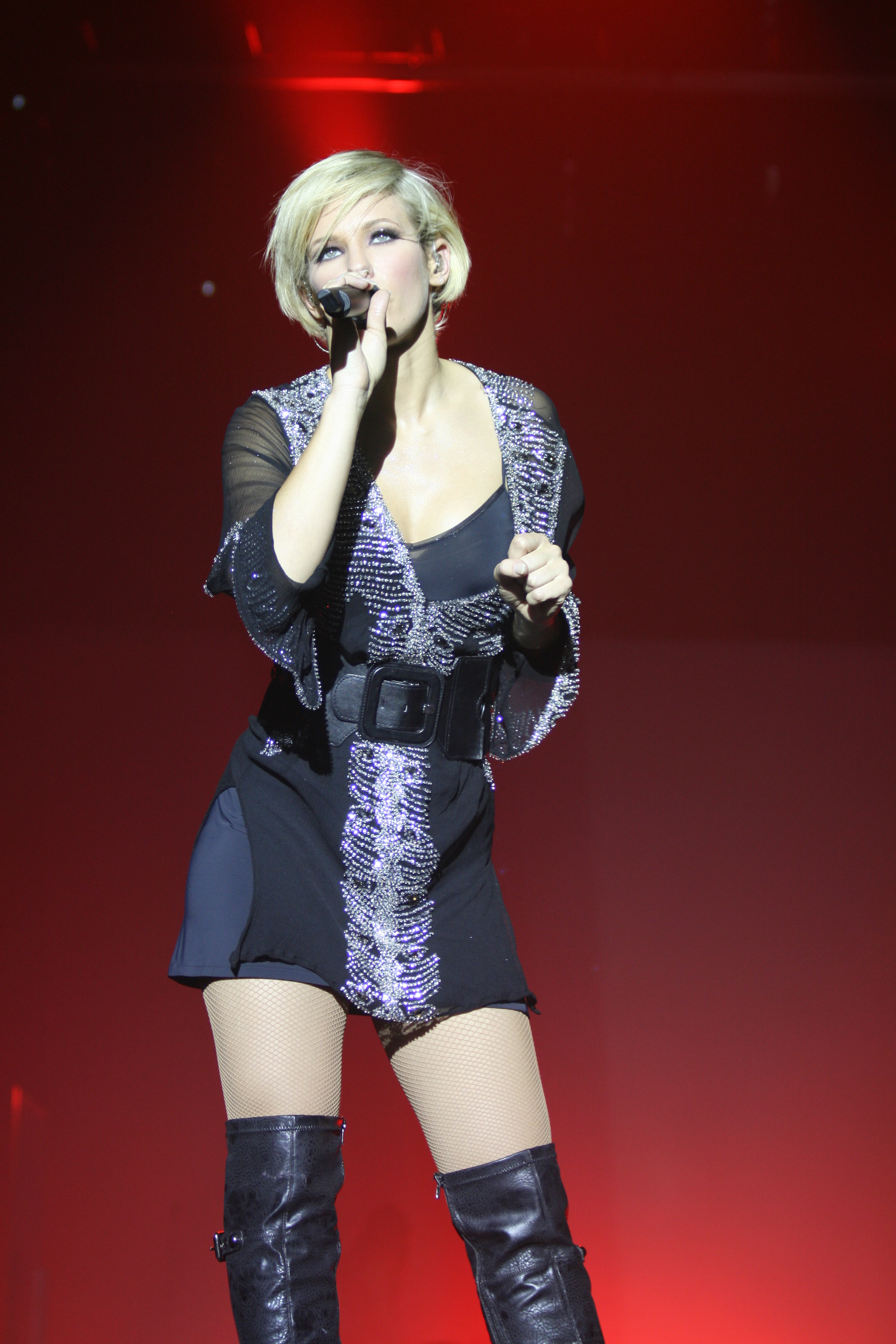
Lorie lors de son concert Le Tour 2Lor en 2008.

Après sept ans de collaboration avec son producteur Johnny Williams, Lorie décide de devenir sa propre productrice, afin d'être plus libre de ses choix musicaux. Forte de nouvelles rencontres artistiques, elle se lance dans l'enregistrement d'un album qui se veut plus mature. 2lor en moi ?, aux sonorités électroniques, sort le 26 novembre 2007. Composé principalement par Frédéric Chateau, il se classe à la 7e position du top album français à sa sortie. Le premier single, Je vais vite, met en avant l'évolution musicale de la chanteuse, sur fond d'EDM. En entrant en 3e position du top français à sa sortie, le single signe la meilleure performance de Lorie depuis le titre Week-end sorti quatre ans auparavant. Le deuxième titre, Play, offre un duo avec le chanteur Garou, son compagnon de l'époque, suivi par Un garçon, titre traitant de l'homosexualité.
À la fin de l'année, l'album est certifié disque d'or pour plus de 100 000 exemplaires vendus. Le 3 octobre 2008, elle entame sa nouvelle tournée, Le Tour 2Lor, qui se terminera au mois de décembre, après avoir attiré 100 000 spectateurs.
Lorie décide alors de faire une pause musicale et faire ses premiers pas dans la comédie avec des téléfilms pour TF1, De feu et de glace, diffusé en première partie de soirée en avril 2009, le téléfilm attire plus de 6,3 millions de téléspectateurs puis avec Un mari de trop, diffusé en octobre 2010, le téléfilm est un véritable succès d'audience, avec plus de 7,4 millions de téléspectateurs.

### Premiers doutes (2011-2016)
En novembre 2011, après une pause de trois ans dédiée à sa carrière de comédienne, Lorie publie son sixième album, Regarde-moi, porté par le single Dita. Celui-ci reste dans le même registre que le précédent avec des sons électro et des compositions signées Frédéric Chateau. Pour promouvoir l'album, Lorie parcourt la France, la Belgique et la Suisse pour une série de séances de dédicaces accompagnées parfois d'un mini concert acoustique. L'album étant un échec commercial, le contrat liant Lorie et sa maison de disques est rompu[réf. nécessaire].
À l'automne 2012, Lorie décide de sortir un album sur son propre label, LMD2 Production. Intitulé Danse et réalisé par le compositeur français Essaï Altounian, l'album est composé de reprises « ensoleillées » et a pour but d'être « guérisseur de morosité ». Court-circuitant les circuits de distribution habituels, il sort en exclusivité sur le site vente-privee.com le 8 octobre et dans le commerce le 29 octobre. Le premier single, Le Coup de soleil, est une reprise salsa du titre de Richard Cocciante. Le second, Les Divas du dancing, est une reprise du titre de Philippe Cataldo. Le clip, dévoilé le 2 décembre, fera beaucoup parler de lui pour certaines séquences jugées osées.
Afin de promouvoir ses deux derniers albums, Regarde-moi et Danse, Lorie et Gilbert Coullier Productions annoncent une nouvelle tournée, La Showgirl Live, qui sera finalement annulée, faute de réservations.
Le titre Soleil, reprise de Dalida en version piano-voix, est malgré tout choisi comme 3e extrait de l’album. Après une prestation remarquée du titre à la télévision suisse, Lorie décide d’arrêter toute promotion de l’album afin de se concentrer sur sa carrière de comédienne.

### Retour à la télévision et huitième album (2017 - 2020)
Après quatre années de pause médiatique avec seulement des participations aux Enfoirés et dans la fiction Meurtres à Grasse, TF1 annonce en mai 2017 la participation de Lorie et Ingrid Chauvin au casting de la série Demain nous appartient.
Le 1er septembre 2017, la chanteuse dévoile le titre La vie est belle premier extrait du nouvel album Les Choses de la vie, qui sort le 17 novembre 2017. De novembre à décembre, Lorie Pester fait une tournée showcases et dédicace dans des hypermarchés Carrefour pour promouvoir son nouvel album,,.
Lorie annonce en février 2018 un concert exceptionnel à l'Olympia de Paris pour le 31 mai 2018, dont une partie des bénéfices sera reversée à l'Hôpital des Enfants de Margency dont elle soutient la cause depuis plusieurs années. Elle sort le 4 octobre 2018 un livre de confidences autobiographiques intitulé Les Choses de ma vie, où elle parle pour la première fois de sa maladie : l'endométriose. Le 19 janvier 2019, elle annonce sur le plateau de 50 minutes Inside qu'elle quittera la série Demain nous appartient fin avril pour une durée d'un an afin de se consacrer à d'autres projets personnels. Elle annonce officiellement en octobre 2020 son retour pour 2021, mais pas à plein temps, et a repris les tournages le lundi 14 décembre 2020. Lorie commence une nouvelle tournée intitulée Des Choses à se dire le 9 mars au Trianon de Paris puis à Lille et Sète avant de la poursuivre en 2020 avec Lyon, Annecy, Bordeaux ou encore Genève, où elle interprète ses plus grands tubes ainsi que les titres de son dernier album, mais aussi un titre inédit Ne me lâche pas, single pour promouvoir cette tournée. En raison du Covid-19, la tournée est annulée alors que les salles affichaient complètes. C'est la deuxième tournée de Lorie à être annulée après celle de 2013, La Showgirl Live, faute de réservations.
Après avoir mis de côté son rôle de la policière Lucie Salducci dans la série Demain nous appartient, Lorie endosse un nouveau rôle dans le téléfilm de France 3 : baptisée Maddy Etcheban. Le tournage a eu lieu notamment à Biarritz de septembre à octobre 2019, diffusion en 2020. Le 1er novembre 2019, Lorie enchaine avec un nouveau tournage pour la saison 6 de la série Nina aux côtés d'Annelise Hesme et Alix Bénézech, diffusion à l'automne 2020 sur France 2[réf. souhaitée]. Elle incarne Rose, une esthéticienne ayant souffert d'un cancer du sein.
Début 2020, elle annonce travailler sur de nouvelles chansons sans préciser si un album verra le jour. Puis, pendant des lives Instagram durant le confinement, elle annonce la préparation d'un nouveau livre. Pour la rentrée 2020, elle annonce la sortie de son nouveau livre « C'est pas si compliqué » prévu chez Flammarion le 28 octobre 2020[réf. nécessaire].
Le 16 mars 2022 après plus de  2 ans d’arrêt, elle commence le tournage des Mystères de la duchesse un téléfilm de la collection de Les Mystères de... dans lequel elle incarne une capitaine de gendarmerie enceinte de plus de huit mois et qui a perdu son mari.

### 2024: Le projet Hyper Lorie et nouveau livre sur l'endométriose
Après avoir annoncé à l'occasion de ses vingt ans de carrière une surprise, Lorie annonce à l'automne 2023 sur ses réseaux sociaux la parution le 26 janvier 2024 d'un EP, Hyper Lorie Vol. 1. Cet EP contient quelques anciens tubes revisités en duo avec d'autres artistes. Lorie explique alors qu'elle a sollicité les artistes qu'elle apprécie et qui étaient fans d'elle à l'époque, en leur offrant la possibilité de choisir la chanson qu'ils souhaitaient enregistrer. Bilal Hassani, Piche et d'autres artistes ont participé à ce projet.
Le premier titre sort le lundi 20 novembre 2023 ; il s'agit de Sur un air latino, en duo avec la chanteuse Bro. Le deuxième titre est une reprise de Play, en duo avec Bilal Hassani.
Lors de l'émission télé Tout le monde chante, les stars relèvent le défi diffusée le 4 janvier sur W9, Lorie dévoile un troisième titre Je serai (ta meilleure amie), en duo avec Piche. Début 2024, elle apparaît dans le jury de la nouvelle émission de TF1 Dream Team, diffusée les vendredis à partir du 19 janvier.
À l'occasion d'une interview, Lorie annonce qu'un deuxième volume est prévu et qu'il sera axé sur des reprises avec des DJ. Lors d'une interview, elle annonce la sortie, d'ici l'été 2024.
En parallèle, est paru le 21 mars son nouveau livre intitulé Revivre - Endométriose, adénomyose : j'ai pris la décision la plus difficile de ma vie aux Éditions Robert Laffont. L'éditeur dévoile dans sa présentation de l'ouvrage un récit sur «le cheminement qu'il a fallu faire à cette jeune femme presque comme les autres pour prendre la décision de stopper la maladie, en passant par la PMA, la grossesse et la maternité et enfin l'hystérectomie, les questionnements sur la place de sa féminité». Le livre est préfacé par Horace Roman, chirurgien gynécologique de l'endométriose.
Le 17 septembre 2024, elle annonce la sortie d'un nouveau titre : une nouvelle version du titre À 20 ans intitulé : 20 ans x2 qui sortira le 10 octobre sur les plateformes de téléchargement.
Début décembre, à la surprise générale, elle publie le clip officiel d’I Want You Right Now, sortie uniquement en live en 2008 comme chanson d'ouverture sur la tournée Le Tour 2Lor.

### 2025: Retour sur scène avec la tournéeLorie Party
Fin novembre 2024, Lorie tease à plusieurs reprises un possible retour sur scène en publiant des passages de ses anciennes tournées. Finalement, elle annonce un premier concert au Trianon à Paris le 29 novembre 2025. L'engouement est tel que deux dates supplémentaires sont rajoutées, les 28 et 30 novembre, qui finissent toutes deux par être complètes en un temps record.
Le 1er décembre, elle annonce la tournée Lorie Party, prévue d'octobre à décembre 2025 sur 22 dates. Les 35 000 billets mis en vente le 1er décembre s'arrachent en 10 minutes, permettant à Lorie de voir sa tournée complète un an avant. Lors de son passage sur Quotidien, elle apprend en direct que la tournée est complète et rassure sur le possible ajout de futures nouvelles dates.

### Télévision
Dès le début de sa carrière musicale, Lorie reçoit des propositions de rôles pour diverses fictions. Elle déclare les avoir refusées, les rôles proposés ne lui convenant pas : « ça chantait, c'était des rôles trop proches de ma vie personnelle, trop proches de mon caractère ».

#### De feu et de glaceetles Feux de l'amour(2008)
C'est à l'été 2008 que Lorie tourne son premier téléfilm. Souhaitant faire la distinction entre sa carrière musicale et sa carrière de comédienne, elle choisit d'être créditée sous le pseudonyme de Lorie Pester. Pour ses premiers pas dans la comédie, elle joue le rôle principal d'un téléfilm pour TF1, De feu et de glace, où elle interprète une jeune patineuse solitaire et égarée. À cette occasion, Lorie reprend les entrainements de patinage artistique avec la coach de son enfance. Diffusé en première partie de soirée en avril 2009, le téléfilm attire plus de 6,3 millions de téléspectateurs. En octobre 2008, l'équipe du feuilleton Les Feux de l'amour est de passage à Paris. TF1, satisfait du rôle de la chanteuse dans son premier téléfilm, la choisit pour faire une apparition en vedette invitée dans un épisode de la série mondialement connue. Elle y interprète un mannequin pour un magazine de mode. Les épisodes, diffusés un mois après le tournage aux États-Unis, sont diffusés en France quatre ans plus tard, au printemps 2012.

#### Un mari de trop(2010)
À la suite du succès du premier téléfilm, TF1 propose à Lorie une nouvelle fiction, Un mari de trop. Elle y incarne une rédactrice en chef menteuse pathologique, aux côtés de l'acteur français Alain Delon. Diffusé en octobre 2010, le téléfilm est un véritable succès d'audience, avec plus de 7,4 millions de téléspectateurs. C'est sur ce tournage qu'elle rencontrera l'acteur français Philippe Bas, qui sera son compagnon de 2010 à 2012. À partir de septembre 2012, Lorie fait ses premiers pas en tant qu'animatrice et assure les lancements du programme américain Opening Act pour la chaîne E!.

#### Danse avec les stars(2012)
À l'automne 2012, elle participe à la troisième saison de l'émission Danse avec les stars sur TF1, aux côtés du danseur Christian Millette, et termine quatrième de la compétition. Le 22 décembre 2012, elle participe, le temps d'une soirée, à l'émission spéciale « Danse avec les stars » fête Noël.
Du 16 au 23 février 2013, Lorie se rend au festival international du film de Pékin en Chine pour y rencontrer un producteur de films japonais,.
Dès le 4 mai 2013, elle participe en tant que marraine à la version suisse de l'émission Un air de famille diffusée sur la chaîne RTS Un.

#### Autres apparitions
En 2013, Lorie participe au tournage d’un épisode de Joséphine Ange Gardien, Les Anges, avec Mimie Mathy.
En 2016, elle est approchée par France 3 qui lui offre un rôle dans la collection Meurtre à... aux côtés de Samy Gharbi, Annie Grégorio et Roby Schinasi. Le tournage se déroule à Grasse, lieu de l’intrigue de l’épisode. Le téléfilm est diffusé en avril 2017 sur France 3.
À partir de mai 2017, Lorie endosse l'un des rôles principaux dans la nouvelle série de TF1, Demain nous appartient, qui est diffusée à partir du 17 juillet 2017 et dans laquelle elle joue Lucie Salducci, lieutenant de police au commissariat de Sète aux côtés de son ami Samy Gharbi, Franck Monsigny et Mayel Elhajaoui.
Elle fait une pause dans la série momentanément en avril 2019 (diffusion en juin) pour se consacrer à d'autres projets.
Elle annonce officiellement en octobre 2020 son retour pour 2021, et reprend le tournage dès le 14 décembre 2020.
Lorie a mis de côté son rôle de la policière Lucie Salducci dans la série Demain Nous Appartient pour se consacrer à d'autres projets, comme celui de son nouveau rôle dans le téléfilm de France 3 baptisé Maddy Etcheban, tourné notamment à Biarritz du lundi 2 septembre et au moins jusqu'au 31 octobre 2019. Le rôle titre est incarné par Cristiana Reali, Arnaud Binard y joue Vincent Lartigue, Lorie Pester se nomme Clara Delaunay, et Jérémie Poppe (Plus belle la vie) incarne Nicolas Petit ainsi que Gary Guénaire.
Le 1er novembre 2019, Lorie enchaine avec un nouveau tournage pour la saison 6 de la série Nina aux côtés de Annelise Hesme et Alix Bénézech, diffusion en 2021 sur France 2. Dans l'épisode Le poids des souvenirs, elle incarne Rose, une esthéticienne ayant souffert d'un cancer du sein.
Le 16 mars 2022 après plus de  2 ans d’arrêt, elle commence le tournage des Mystères de la duchesse un téléfilm de la collection de Les Mystères de... dans lequel elle incarne une capitaine de gendarmerie enceinte de plus de huit mois et qui a perdu son mari. Puis, dès la rentrée 2022, elle tourne dans un double épisode de la dixième saison de la série Leo Mattei, brigade des mineurs aux côtés de Juliette Tresanini, Rebbeca Behnamour. Fin 2023, elle tourne durant un épisode de la saison 5 de Astrid et Raphaëlle , Cet épisode en deux parties est diffusé début novembre 2024. Lorie y joue le rôle d'une mère de famille, tueuse à gages,

### Cinéma
En 2004, elle est approchée par Véra Belmont pour tourner le rôle principal d'un film adapté de Cendrillon, mais le projet est finalement annulé.
Le 2 avril 2014 sort pour la première fois au cinéma en France la suite des péripéties de la saga Clochette : Clochette et la Fée pirate, pour lequel elle prête toujours sa voix au personnage de Clochette. Le film totalise 1 017 341 entrées. En parallèle, elle tourne dans le premier court-métrage de Cyril Ferment Chienne de vie.
Lors du Festival de Beijing, Lorie rencontre Jean-Marc Minéo qui lui propose alors un rôle de méchante dans un film au cinéma. Le tournage commence en août 2013 et Les Portes du soleil sort en février 2015. Il est suivi deux mois plus tard de Clochette et la Créature légendaire.
Elle est ensuite à l'affiche de Dragon Blade (Tian jiang xiong shi) aux côtés d'Adrien Brody et Jackie Chan.

## Engagement caritatif
- Les Enfoirés (depuis 2002). Sauf en 2020, la chanteuse est tombée malade et prépare sa tournée en France[réf. nécessaire] et 2024.
- Projet Maisonnette pour l'Hôpital des enfants de Margency. Pour récolter des fonds sur ce projet, elle joue dans le film d'action Link2[77].
- En 2012, elle participe au single caritatif Je reprends ma route en faveur de l'association Les voix de l'enfant[78].

## Autres activités

### Production
Elle a créé avec son père, Dominique Pester, LMD2 Production, société destinée principalement à gérer la carrière de la chanteuse et notamment le merchandising. Depuis 2012, elle produit aussi ses disques[source secondaire souhaitée],. Dès 2015, elle produit les concerts et galas d'Emy Taliana puis ses disques à partir de 2019[source secondaire souhaitée],ainsi que la chanteuse Joyy de 2015 à 2016,

### Écriture
Durant sa carrière de chanteuse, elle co-écrit plusieurs chansons sur tous ses albums, puis quatre chansons sur l'album Regarde-moi. Elle avait également écrit la préface du livre Brian Joubert sur papier glacé du patineur artistique du même nom[source secondaire souhaitée]., Ainsi que celle de l'ouvrage Un rêve pour la vie au profit de l'assocation Ar en Ciel,. En 2017, elle écrit son premier livre de nouvelles autobiographiques intitulé Les Choses de ma vie, publié aux éditions Ipanema. En 2020, elle écrit un livre de développement personnel intitulé « C'est pas si compliqué » dans lequel elle donne des conseils pour garder la « Positive Attitude » prévu chez Flammarion le 28 octobre 2020. En 2024, elle publie un guide intitulé Revivre, dans lequel elle raconte son parcours de la découverte de sa maladie, en passant par la PMA, la grossesse et la maternité et enfin l’hystérectomie paru chez Robert Laffont

### Réalisation
En 2022, elle réalise un court métrage test, lui permettant de réaliser une dizaine de séquences pour des épisodes de la série Demain nous appartient. Elle a suivi une formation de deux mois dans ce domaine pour L'ina et envisage d'en suivre une autre prochainement[Quand ?],. En 2023, elle produit et réalise le clip Plus de place pour ma peine de la chanteuse Eloiz,

### Autres
En juin 2004, Lorie sort sa propre ligne de vêtements, intitulée « Lorie », commercialisée dans les magasins Z. Leur collaboration durera jusqu'en 2009. En 2009, pour fêter ses 10 ans de carrière, Lorie publie un troisième livre, Lorie, 100 photos rares et inédites, avec une préface signée Jean-Jacques Goldman,,,.
En 2014, elle intègre le jury de La France a un incroyable talent sur M6 pour la saison 9 de cette émission, aux côtés de Gilbert Rozon, Olivier Sitruk et Giuliano Pepparini. En 2011, elle fait partie du jury de l'élection de Miss France 2012, de même en 2017 pour l'élection de Miss France 2018.

## Vie privée
Entre 2002 et 2004, elle a une liaison avec le chanteur Billy Crawford, puis avec son danseur Chris Kistais de 2004 à fin 2006. Elle est la compagne du chanteur québécois Garou, de janvier 2007 à février 2010, une relation très médiatisée. Après cela et ce jusqu'en 2012, elle est en couple avec l'acteur Philippe Bas rencontré sur le tournage de Un Mari de Trop.
Durant l'année 2016, elle a une relation avec l'acteur Roby Schinasi qu'elle a rencontré sur le tournage de Meurtres à Grasse. Ils se séparent à l'automne 2017. Le 20 septembre 2018, elle déclare être atteinte d'endométriose et avoir vécu une grossesse extra-utérine l'obligeant à se faire opérer d'urgence.
Depuis 2018, elle est en couple avec Yann Dernaucourt, manager d'Eddy de Pretto. En mai 2020, le magazine Public affirme que Lorie attend un enfant pour septembre d'une P.M.A.. Le 11 septembre 2020, elle annonce avoir accouché d'une petite fille prénommée Nina née en août 2020.

## Discographie
- 2001 : Près de toi
- 2002 : Tendrement
- 2004 : Attitudes
- 2005 : Rester la même
- 2007 : 2lor en moi ?
- 2011 : Regarde-moi
- 2012 : Danse
- 2017 : Les Choses de la vie

## Tournées
De 2001 à 2008, Lorie réalise quatre séries de concerts rassemblant plus d’un million de spectateurs. Pour chaque tournée, le mot d’ordre est de proposer un spectacle « à l’américaine », Lorie souhaitant en mettre « plein les oreilles et plein les yeux » aux spectateurs. Pour ce faire, elle a recours à des mises en scènes chorégraphiées, des changements fréquents de costumes et divers effets visuels. Au fil des années, Lorie se voit ainsi acquérir le statut de showgirl par la majorité du public et des médias, et ses concerts sont très vite comparés à ceux de célèbres chanteuses américaines.
Les territoires visités sont principalement la France, la Belgique et la Suisse, mais il lui arrive aussi de se rendre sur plusieurs îles francophones telles que Nouméa et la Martinique. Chaque tournée est alors produite par Gilbert Coullier Productions. Malgré tout, Lorie est très impliquée dans les mises en scène des spectacles.
Les quatre premières tournées de Lorie sont de véritables succès. S'étalant sur plusieurs dizaines de dates, Lorie attire les spectateurs par centaines de milliers. La tournée Week End Tour est d'ailleurs la plus importante de l'année 2004. Elle se produit ainsi à cinq reprises au palais omnisports de Paris-Bercy, la plus grande salle de concert de France.
Lors de ces premiers spectacles, l’utilisation du playback est omniprésente sur les titres chorégraphiés, comme le précise Lorie en interview : « Je préfère donner du show, c'est sûr qu'il y a des choses à privilégier, donc des fois il faut des petites astuces ». Le public est alors essentiellement composé d’enfants accompagnés de leurs parents. Le Tour 2Lor marque une évolution avec l’abandon du playback, proposant un spectacle jugé moins spectaculaire mais mettant davantage en avant la proximité de l’artiste avec son public.
Avec les années, les ventes d’albums s’essoufflent et l’intérêt du public décroît progressivement, entraînant l’annulation du ShowGirl Live, une tournée prévue en 2013. Toutefois, Lorie annonce un concert exceptionnel à l’Olympia de Paris le 31 mai 2018 afin de promouvoir son huitième album Les Choses de la Vie, dont une partie des recettes est reversée à l’Hôpital d’enfants Margency, établissement dont elle est marraine. Une nouvelle série de concerts intitulée Des choses à se dire, programmée sur 15 dates dans des salles plus petites, est ensuite annoncée. L’engouement est au rendez-vous pour les premières représentations, mais la tournée est interrompue en raison de la pandémie de Covid-19.
En 2025, après plusieurs années d’absence sur scène, Lorie annonce une nouvelle tournée intitulée Lorie Party. La tournée comprend 22 dates à travers la France, la Belgique et la Suisse. L’ensemble des billets est écoulé en une seule journée, provoquant une forte couverture médiatique et la mise en place de listes d’attente pour obtenir des places supplémentaires. Le spectacle, conçu comme un show festif et nostalgique reprenant ses plus grands succès, séduit un public large, mêlant fans de la première heure et nouvelle génération. Face à cet engouement, une seconde tournée est annoncée pour 2026, dont les billets se vendent également en quelques heures. Le Lorie Party 2026 Tour prévoit une production plus ambitieuse, incluant des dates supplémentaires dans des Zéniths et de grandes salles, confirmant le retour en force de l’artiste sur la scène musicale francophone.
| Année(s)       | Nom                      | Dates          | Album soutenu          | Support           |
| Tête d'affiche | Tête d'affiche           | Tête d'affiche | Tête d'affiche         | Tête d'affiche    |
| -------------- | ------------------------ | -------------- | ---------------------- | ----------------- |
| 2002-2003      | Lorie Live Tour          | 80             | Près de toi Tendrement | CD/DVD LIVE       |
| 2004           | Week End Tour            | 120            | Attitudes              | CD/DVD LIVE       |
| 2006           | Live Tour 2006           | 50             | Rester la même         | CD/DVD LIVE       |
| 2008           | Le Tour 2Lor             | 30             | 2lor en moi ?          | Aucun CD/DVD LIVE |
| 2019-2020      | Des choses à se dire     | 4              | Les Choses de la vie   | Aucun CD/DVD LIVE |
| 2025-2026      | Lorie Party              | 39             | Hyper Lorie            | Aucun CD/DVD LIVE |
| Concert unique |                          |                |                        |                   |
| 2018           | Lorie Pester à l’Olympia | 1              | Les Choses de la vie   | YouTube           |

## Théâtre
- 2015 : Pygmalion de George Bernard Shaw, adapté par Stéphane Laporte et mis en scène par Ned Grujic : Eliza Doolittle

## Émissions de télévision
- 2001-2005 : Fort Boyard sur France 2 : candidate
- Depuis 2002: Les Enfoirés sur TF1 (sauf 2020 et 2024) : membre de la troupe
- 2012 : Opening Act, du web à la scène sur  sur E! : animatrice
- 2012 : Danse avec les stars (saison 3) sur TF1 : candidate
- 2013 : Un air de famille sur RTS Un : jurée
- 2013-2014 : Samedi soir on chante … sur TF1 : membre de la troupe
- 2014-2015 : La France a un incroyable talent (saison 9) sur M6 : jurée
- 2021 : La Magie de Noël à Disney sur C8 : animatrice
- 2023 : Brisons le tabou sur RMC Story : animatrice
- 2024 : Dream Team sur TF1 : jurée

## Filmographie

### Cinéma
- 2014 : Les Portes du soleil (أبواب الشمس: الجزائر إلى الأبد, 'Abwab alshamsi: aljazayir 'iilaa al'abad) de Jean-Marc Minéo : Sanya
- 2015 : Dragon Blade de Daniel Lee : la Reine Parthe

### Télévision

#### Téléfilms
- 2008 : De feu et de glace de Joyce Bunuel : Alexia Moreno, patineuse artistique
- 2010 : Un mari de trop de Louis Choquette : Stéphanie Vasseur
- 2016 : Meurtres à Grasse de Karim Ouaret : Sophie Mournel
- 2020 : Maddy Etcheban de René Manzor : Clara Delaunay
- 2022 : Les Mystères de la duchesse d'Emmanuelle Dubergey : Capitaine de gendarmerie Maud Artuis

#### Séries télévisées
- 2008 : Les Feux de l'amour : Juliette (épisode 9019)
- 2013 : Joséphine, ange gardien : Claire Laffite (épisode 67)
- 2013 : Zak (saison 4, épisodes 7 et 8)
- 2017-2019 et 2021 : Demain nous appartient : Lieutenant Lucie Salducci (épisodes 1 à 487 et 870 à 896)
- 2020 : Nina : Rose (saison 6, épisode 3)
- 2023 : Léo Matteï, Brigade des mineurs : Sonia Meyer (Saison 10, épisodes 1 et 2)
- 2024 : Astrid et Raphaëlle : Camille Sicard (Saison 5, épisodes 1 et 2)[109]

#### Courts-métrages
- 2013 : Keys Me
- 2013 : Link 2
- 2015 : Chienne de vie : Lise

### Doublage
- 2002 : Stuart Little 2 : Margalo
- 2002 : Cendrillon 2 : soliste
- 2004 : Les Indestructibles : Violette
- 2008 : La Fée Clochette : Clochette
- 2009 : Clochette et la Pierre de lune : Clochette
- 2010 : Clochette et l'Expédition féerique : Clochette
- 2012 : Clochette et le Secret des fées : Clochette
- 2014 : Clochette et la Fée pirate : Clochette
- 2015 : Clochette et la Créature légendaire : Clochette
- 2015 : Dragon Blade : la reine parthe

### Podcast de fiction en ligne
- 2020 : As You Want

## Distinctions
- 2002 : Nomination aux Victoires de la musique dans la catégorie : Artiste ou groupe révélation de l'année[110].
- 2003 : prix Rolf-Marbot pour la chanson J'ai besoin d'amour[28]. (SACEM, 6 juin 2003)[111]
- 2003 : World Music Award[27] de la meilleure artiste féminine française Pop/Rock de l'année. (IFPI, 12 octobre 2003)[112]
- 2005 : Platinum Europe Award pour plus d'un million d'exemplaires vendus de son album Tendrement en Europe[17]. (IFPI, juillet/août 2005)
- 2005 : Hit Machine d'or de la meilleure chorégraphie avec Rester la même.
- 2009 : Hit machine d'or du clip électro de l’année avec Play[113].

#### Ouvrages de Lorie
- Lorie, Mes secrets, Paris, Robert Laffont, 2002, 115 p. (ISBN 2-221-09813-7 et 978-2221098134) - 200 000 exemplaires vendus[7]
- Lorie, Ma tournée, Robert Laffont, 6 novembre 2003, 116 p. (ISBN 2-221-10104-9 et 978-2221101049) - 150 000 exemplaires vendus[7]
- Lorie, Attitudes, ID MUSIC, 22 septembre 2005 - 150 000 exemplaires vendus
- Lorie, Lorie : 100 photos rares et inédites, Asnières-sur-Seine, Marque Pages, coll. « Beaux Livres », 15 octobre 2009, 166 p. (ISBN 978-2-915397-26-0 et 2-915397-26-0) - 8 000 exemplaires vendus
- Lorie, Les choses de ma vie, iPanema, sorti le 4 octobre 2018, 144 p. (ISBN 978-2-36478-147-4 et 2-36478-147-7)[114]
- Lorie Pester, C'est pas si compliqué, Flammarion, sortie le 28 octobre 2020, 220 p.  (ISBN 978-2-08-151078-4)
- Lorie Pester, Revivre, Endométriose, Adénomyose : j'ai pris la décision la plus difficile de ma vie, Robert Laffont, sortie le 21 Mars 2024

#### Autres auteurs
- 2003 : Julie Avril, Lorie de A à Z, Prélude et Fugue, coll. « Les guides Musicbook », 22 mai 2003, 110 p. (ISBN 2-84343-146-8 et 978-2843431463)
- 2004 : Thomas Champ, Lorie, le Phénomène, Paris, Éditions L'Express, coll. « Portrait Musicbook », 23 septembre 2004, 300 p. (ISBN 2-84343-259-6 et 978-2843432590)
- 2004 : Stéphanie-Anne Euranie, Lorie, Villebéon, Michel Rouchon, coll. « Talents », 1er octobre 2004, 60 p. (ISBN 2-84741-026-0 et 978-2847410266)
- 2005 : Julie Avril, Lorie de A à Z, Paris, Éditions L'Express, coll. « Les guides Musicbook », 1er mai 2005, 117 p. (ISBN 2-84343-317-7 et 978-2843433177)
- 2005 : Fabien Lecœuvre, Lorie, Paris, Vade Retro, coll. « Destins de Rêve », 15 février 2005, 64 p. (ISBN 2-84763-015-5 et 978-2847630152)
- 2005 : Kathy, Lorie, Villebéon, Michel Rouchon, coll. « BIOGRAPHIE », 15 novembre 2005, 165 p. (ISBN 2-84741-039-2 et 978-2847410396)
- 2009 : Erwan Chuberre, Lorie : Entre ange et glamour, Alphée, coll. « EDIT PLUS », 12 février 2009, 236 p. (ISBN 978-2-7538-0369-5 et 2-7538-0369-2)